# Helmut Käutner
Helmut Käutner, né le 25 mars 1908 à Düsseldorf (Allemagne) et mort le 20 avril 1980 à Castellina in Chianti (Italie), est un acteur, scénariste et réalisateur allemand, un des réalisateurs les plus influents du cinéma allemand d'après-guerre qui s'est fait connaître pour ses adaptations littéraires sophistiquées.
Les trois films qu'il réalise sous le Troisième Reich sont peu marqués par l'idéologie nationale-socialiste et sont d'ailleurs censurés jusqu'à la fin de la guerre.
Dans l'après-guerre, il est membre du jury lors du festival de Cannes en 1958 après y avoir été récompensé en 1954 pour Le Dernier Pont.

## Biographie

### Origines familiales et formation
Fils d'un commerçant de Düsseldorf, il étudie à Munich de 1928 à 1931.

### Débuts (1931-1945)
De 1931 à 1935, il travaille dans les cabarets de Munich et écrit des feuilletons et des critiques pour le journal universitaire de Bavière. En 1936, il commence une carrière au théâtre à Leipzig puis à Berlin.
Il écrit des scénarios à partir de 1938 et réalise son premier film, Kitty et la conférence internationale (de), en 1939, qui est interdit par la censure comme pro-britannique. C'est ensuite Sous les ponts et La Paloma (1944), qui sont aussi censurés jusqu'en 1945.

### Après-guerre
Les films qu'il réalise de 1947 à 1950 n'ont pas un grand succès, mais en 1954, il obtient le Prix international du festival de Cannes pour Le Dernier Pont, avec Maria Schell (1926-2005), elle-même récompensée dans plusieurs festivals pour ce rôle.
Il connait d'autres succès dans les années suivantes, notamment avec Louis II de Bavière (1955), avec Marianne Koch et Klaus Kinski, et Le Général du Diable (1955), avec Curd Jürgens. En 1959, il tourne aux Etats-Unis Stranger in My Arms, avec Charles Coburn et Peter Graves.

### Années 1960 et 1970
Il s'éloigne ensuite du cinéma, après le manifeste d'Oberhausen du Nouveau cinéma allemand. Il tourne ses trois derniers films entre 1963 et 1970.
Il se consacre alors à la télévision, au théâtre et à la radio, pour laquelle il écrit des pièces radiophoniques.

### Vie personnelle, mort et funérailles
En 1934, il épouse l'actrice Erica Balqué, son assistante réalisatrice à partir du Dernier Pont.
Gravement malade, il passe les dernières années de sa vie en Toscane, dans sa maison de Castellina in Chianti (à 30 km au sud de Florence), où il meurt en 1980.
Il est inhumé au cimetière boisé de Berlin-Zehlendorf.

## Filmographie

### Acteur
- 1926 : Kreuzer Emden : un marin
- 1943 : Lumière dans la nuit (de) (Romanze in Moll) (Les Bijoux) : le poète
- 1944 : La Paloma (Große Freiheit Nr. 7) : Karl
- 1947 : Mémoire d'une auto (de) (In jenen Tagen) : le conteur
- 1948 : Le Péché originel (Der Apfel ist ab) : le professeur Petri (Petrus)
- 1950 : Königskinder : un homme politique allemand
- 1950 : Épilogue - Le mystère de l'Orplid (Epilog: Das Geheimnis der Orplid)
- 1954 : Le Dernier Pont (Die Letzte Brücke) : le soldat blessé et le conteur
- 1954 : Portrait d'une inconnue (Bildnis einer Unbekannten) : un homme du bistrot
- 1955 : Ciel sans étoiles (Himmel ohne Sterne)
- 1956 : Une fille des Flandres (Ein Mädchen aus Flandern) : Wachtposten
- 1957 : Les Quatre Fiancés de Juliane (de) (Die Zürcher Verlobung) : le reporter
- 1957 : Monpti : le narrateur
- 1958 : Juchten und Lavendel (TV)
- 1958 : Le Bandit au grand cœur (Der Schinderhannes) : un officier français
- 1959 : Et tout le reste n'est que silence (Der Rest ist Schweigen) : le client ivre de la taverne
- 1959 : Sans tambour ni trompette (Die Gans von Sedan) : l'altesse royale
- 1960 : Wir Kellerkinder : le chauffeur
- 1961 : Trop jeune pour l'amour (de) (Zu jung) : le Dr Blendheim
- 1961 : Le Rêve de Mademoiselle Tout-le-monde (Der Traum von Lieschen Müller) : le narrateur
- 1963 : Vorspiel auf dem Theater (TV)
- 1967 : Verbotenes Land (TV)
- 1967 : Valentin Katajews chirurgische Eingriffe in das Seelenleben des Dr. Igor Igorowitsch (TV)
- 1968 : Ein Mann namens Harry Brent (feuilleton TV) : Sir Gordon Towns
- 1968 : Bel-Ami (TV) : Sprecher
- 1968 : Babeck (feuilleton TV) : le Dr. Brenner
- 1970 : Das Bastardzeichen (TV) : Adam Krug
- 1970 : L'Obsession infernale (Hauser's Memory) (TV) : le Dr Kramer
- 1971 : Die Frau in Weiß (feuilleton TV) : Sir Frederic Fairlie
- 1971 : Der Trojanische Sessel (TV)
- 1972 : Ornifle ou le Courant d'air (Ornifle oder Der erzürnte Himmel) (TV) : Ornifle
- 1972 : La Tentation dans le vent de l'été (Versuchung im Sommerwind) :  le professeur
- 1973 : Pas de frontières pour l'inspecteur : Discrétion absolue (de) (Van der Valk und die Reichen) (TV) : Canisius
- 1974 : Karl May, à la recherche du paradis perdu (Karl May) : Karl May
- 1976 : Feinde (TV) : le général a. D.
- 1976 : Derrick : Auf eigene Faust  (TV) : "Duktus"
- 1977 : Eichholz und Söhne (série TV)

### Réalisateur
- 1939 : Kitty et la Conférence internationale (de) (Kitty und die Weltkonferenz)
- 1940 : Une femme sur mesure (de) (Frau nach Maß)
- 1940 : L'habit fait le moine (de) (Kleider machen Leute)
- 1941 : L'Heure des adieux (de) (Auf Wiedersehen, Franziska!)
- 1942 : Anouchka (de) (Anuschka)
- 1942 : Vive la musique (de) (Wir machen Musik)
- 1943 : Lumière dans la nuit (de) (Romanze in Moll) (Les Bijoux)
- 1944 : La Paloma (Große Freiheit Nr. 7)
- 1945 : Sous les ponts (Unter den Brücken)
- 1947 : Mémoire d'une auto (de) (In jenen Tagen)
- 1948 : Le Péché originel (Der Apfel ist ab)
- 1950 : Enfants de roi (de) (Königskinder)
- 1950 : Épilogue - Le mystère de l'Orplid (Epilog: Das Geheimnis der Orplid)
- 1951 : Ombres blanches (de) (Weiße Schatten)
- 1953 : Käpt’n Bay-Bay (de)
- 1954 : Le Dernier Pont (Die Letzte Brücke)
- 1954 : Portrait d'une inconnue (Bildnis einer Unbekannten)
- 1955 : Louis II de Bavière (Ludwig II: Glanz und Ende eines Königs)
- 1955 : Le Général du diable (Des Teufels General)
- 1955 : Ciel sans étoiles (Himmel ohne Sterne)
- 1956 : Une fille des Flandres (Ein Mädchen aus Flandern)
- 1956 : Le Capitaine de Köpenick (Der Hauptmann von Köpenick)
- 1957 : Les Quatre Fiancés de Juliane (de) (Die Zürcher Verlobung)
- 1957 : Monpti
- 1958 : Des jeux pour pleurer (en) (The Restless Years)
- 1958 : Trop jeune pour l'amour (de) (Zu jung)
- 1958 : Le Brigand au grand cœur (de) (Der Schinderhannes)
- 1959 : Les lâches meurent aussi (A Stranger in My Arms)
- 1959 : Et tout le reste n'est que silence (Der Rest ist Schweigen)
- 1959 : Sans tambour ni trompette (Die Gans von Sedan) d'après un roman de Jean L'Hôte
- 1960 : Le Verre d'eau (de) (Das Glas Wasser)
- 1961 : Sous le gravier noir (de) (Schwarzer Kies)
- 1961 : C'est pas toujours du caviar (Es muß nicht immer Kaviar sein) - non crédité
- 1961 : Caviar sur canapé (Diesmal muß es Kaviar sein) - non crédité
- 1961 : Le Rêve de Mademoiselle Tout-le-monde (Der Traum von Lieschen Müller)
- 1962 : Annoncentheater - Ein Abendprogramm des deutschen Fernsehens im Jahre 1776
- 1962 : La Femme rousse (Die Rote)
- 1963 : Vorspiel auf dem Theater (TV)
- 1963 : La Maison de Montevideo (de) (Das Haus in Montevideo)
- 1964 : Le Fantôme de Canterville (Das Gespenst von Canterville) (TV)
- 1964 : Lausbubengeschichten (de)
- 1965 : Romulus der Große (TV)
- 1965 : Die Flasche (TV)
- 1966 : Robin Hood, der edle Ritter (TV)
- 1966 : Leben wie die Fürsten (TV)
- 1967 : Die Spanische Puppe (TV)
- 1967 : Stella (TV)
- 1967 : Valentin Katajews chirurgische Eingriffe in das Seelenleben des Dr. Igor Igorowitsch (TV)
- 1968 : Bel-Ami (TV)
- 1969 : Tagebuch eines Frauenmörders (TV)
- 1969 : Christoph Kolumbus oder Die Entdeckung Amerikas (TV)
- 1970 : L'Invitation au château (Einladung ins Schloss) (TV)
- 1970 : Que c'était gai ! (de) (Die Feuerzangenbowle)
- 1971 : Die Gefälschte Göttin (TV)
- 1972 : Die Seltsamen Abenteuer des geheimen Kanzleisekretärs Tusmann (TV)
- 1972 : Ornifle ou le Courant d'air (Ornifle oder Der erzürnte Himmel) (TV)
- 1974 : Die Preußische Heirat (TV)
- 1976 : Margarete in Aix (TV)
- 1977 : Le Retour de Mulligan (Mulligans Rückkehr) (TV)

### Scénariste
- 1939 : Die Stimme aus dem Äther, de Harald Paulsen
- 1939 : Salonwagen E 417, de Paul Verhoeven
- 1939 : Marguerite : 3, de Theo Lingen
- 1939 : Schneider Wibbel, de Viktor de Kowa
- 1939 : Kitty et la conférence internationale (de) (Kitty und die Weltkonferenz)
- 1940 : Une femme sur mesure (de) (Frau nach Maß)
- 1940 : L'habit fait le moine (de) (Kleider machen Leute)
- 1941 : L'Heure des adieux (de) (Auf Wiedersehen, Franziska!)
- 1942 : Anouchka (de) (Anuschka)
- 1942 : Vive la musique (de) (Wir machen Musik)
- 1943 : Lumière dans la nuit (de) (Romanze in Moll)
- 1944 : La Paloma (Große Freiheit Nr. 7)
- 1945 : Sous les ponts (Unter den Brücken)
- 1947 : Mémoire d'une auto (de) (In jenen Tagen)
- 1948 : Film sans titre (Film ohne Titel), de Rudolf Jugert
- 1948 : Le Péché originel (Der Apfel ist ab)
- 1950 : Enfants de roi (de) (Königskinder)
- 1950 : Épilogue - Le mystère de l'Orplid (Epilog: Das Geheimnis der Orplid)
- 1951 : Ombres blanches (de) (Weiße Schatten)
- 1952 : Les Amants tourmentés (Nachts auf den Straßen), de Rudolf Jugert
- 1953 : Käpt’n Bay-Bay (de)
- 1954 : Le Dernier Pont (Die Letzte Brücke)
- 1954 : Portrait d'une inconnue (Bildnis einer Unbekannten)
- 1955 : Le Général du Diable (Des Teufels General)
- 1955 : Griff nach den Sternen, de Carl-Heinz Schroth
- 1956 : Une fille des Flandres (Ein Mädchen aus Flandern)
- 1956 : Le Capitaine de Köpenick (Der Hauptmann von Köpenick)
- 1957 : Les Quatre Fiancés de Juliane (de) (Die Zürcher Verlobung)
- 1957 : Monpti
- 1958 : Juchten und Lavendel, de John Olden (TV)
- 1959 : Et tout le reste n'est que silence (Der Rest ist Schweigen)
- 1959 : Sans tambour ni trompette (Die Gans von Sedan)
- 1960 : Le Verre d'eau (de) (Das Glas Wasser)
- 1961 : Trop jeune pour l'amour (de) (Zu jung), coréalisé avec Erica Balqué
- 1961 : Sous le gravier noir (de) (Schwarzer Kies)
- 1961 : Le Rêve de Mademoiselle Tout-le-monde (Der Traum von Lieschen Müller)
- 1962 : La Femme rousse (Die Rote)
- 1966 : Wir machen Musik, de Karl Vibach (TV)
- 1966 : Robin Hood, der edle Ritter (TV)
- 1966 : Leben wie die Fürsten (TV)
- 1967 : Die Spanische Puppe (TV)
- 1967 : Stella (TV)
- 1967 : Valentin Katajews chirurgische Eingriffe in das Seelenleben des Dr. Igor Igorowitsch (TV)
- 1968 : Bel-Ami (TV)
- 1969 : Tagebuch eines Frauenmörders (TV)
- 1969 : Christoph Kolumbus oder Die Entdeckung Amerikas (TV)
- 1970 : Que c'était gai ! (de) (Die Feuerzangenbowle)
- 1972 : Ornifle ou le Courant d'air (Ornifle oder Der erzürnte Himmel) (TV)
- 1974 : Die Preußische Heirat (TV)

## Littérature
- Hans-Jürgen Tast Helmut Käutner – Unter den Brücken. 1944/45 (Schellerten 2007)  (ISBN 978-3-88842-033-7)
- Hans-Jürgen Tast Helmut Käutner – In jenen Tagen. 1947 (Schellerten 2007)  (ISBN 978-3-88842-034-4)